# Золота Коса
Золота Коса — селище у складі Поляковського сільського поселення Неклинівского району Ростовської області. Населення — 1127 осіб (2010 рік).

## Географія
Селище Золота Коса розташоване за 20 км на захід від Таганрога на березі Таганрозької затоки, неподалік від Бегліцької коси.

### Курорт
Селище є однією з курортних місцевостей над Азовським морем. У ньому розташовано дитячий оздоровчий табір «Золота Коса», база відпочинку «Металург» та сучасний спортивний комплекс «Ромашка».

### Вулиці
| - вул. Гараніна, - вул. Єсеніна, - вул. Жукова, - вул. Ломоносова, - вул. Міуська, - вул. Морська, - вул. Новаторів, - вул. Жовтнева, | - вул. Першотравнева, - вул. Пушкіна, - вул. Рєпіна, - вул. Свердлова, - вул. Степова, - вул. Толстого, - вул. Шолохова. - пров. Лермонтовський |